# Eda Glasbruksförening
Eda Glasbruksförening är en ideell förening i Eda i Värmland som startades 1984. Syftet med föreningen är att bevara och vårda glas, kulturmiljö och traditioner. Föreningen driver Eda glasmuseum. Föreningen hade 2025 omkring 120 medlemmar spridda i Sverige och Norge.